# Національний музей декоративного мистецтва України
Національний музей декоративного мистецтва України — один з найбільших художніх музеїв України. Розташований на території Національного Києво-Печерського історико-культурного заповідника у приміщенні колишніх покоїв митрополита і прилеглої до них домової Благовіщенської церкви, які є пам'ятками архітектури XVIII — початку XX століть.

## Історія закладу
Історія колекції почалася у 1899 р., коли у Києві відкрився перший публічний музей при сприянні Київського товариства старожитностей і мистецтв — Київський міський музей старожитностей і мистецтв.
У 1904 році заклад було перейменовано у Київський художньо-промисловий і науковий музей імені Імператора Миколи Олександровича.
У 1954 році збірка народного і декоративного мистецтва була виокремлена і на правах філіалу розміщена у лаврських приміщеннях.
У 1964 році філіал був перетворений на Державний музей українського народного декоративного мистецтва.
У 2010 році Постановою Президента України музею було надано статус Національного.
23 листопада 2023 року Київська міська рада перейменувала Національний музей українського народного декоративного мистецтва на Національний музей декоративного мистецтва України.

## Колекція
Фундаторами збірки були видатні вчені, сподвижники музейної справи: академік Микола Біляшівський (директор новоутвореного музею) та вчений-етнограф Данило Щербаківський (зав. етнографічного та історичного відділів). Ними було здійснено безліч експедицій по Україні, завдяки яким колекція народного мистецтва музею постійно зростала.
Нині музейну збірку складають понад 78 тисяч творів традиційного народного та професійного декоративного мистецтва України від XV століття до наших днів. Це різноманітні за матеріалом, формою, способом оздоблення і призначенням предмети.
Раритетами музейної збірки є глиняні кахлі XV—XVIII століть, гаптовані золотими та срібними нитками предмети церковного шитва XVIII століття, гутне скло XV—XVIII століть, вироби провідних порцелянових і фаянсових підприємств України XVIII—XIX століть. Музей володіє найбільшою в Україні збіркою творів народного художника України Марії Приймаченко, яка становить понад 500 казково-фантастичних композицій.

## Експозиція
В експозиції музею, яка займає площу 1500 м², представлено такі види народного мистецтва України: килимарство, ткацтво, вибійка, вишивка, різьблення та розпис по дереву, художня обробка шкіри, рогу та металу, скло, кераміка, порцеляна і фаянс, писанкарство, декоративний розпис та іконопис.

### Український рушник
У першому залі музейної експозиції представлена колекція українських рушників. Щорічно експозиція залу змінюється, демонструючи почергово ткані та вишиті рушники, сучасні та стародавні витвори.

### Народний іконопис
У наступному залі відвідувач може побачити невелику, але цінну, збірку народних ікон XVIII — початку XX століття. Презентовані експонати дають змогу зрозуміти особливості народного іконопису саме українців.

### Писанкарство
Унікальна музейна колекція писанок налічує понад 4 тисячі одиниць збереження і має 100-літню історію. Це одне з найстаріших і найчисельніших зібрань в Україні. Воно репрезентує писанкарство кінця ХІХ — ХХІ ст. Колекція експонується за регіональним принципом, завдяки чому складається уявлення про особливості та розвиток писанкарства в усіх куточках Україні.

### Український народний одяг
Окрасою експозиції є комплекси українського народного вбрання XIX — початку XX століть всіх регіонів України, де в єдиному художньому ансамблі поєдналися мистецтво крою, ткання, вишивки, аплікації, вибійки, плетіння, обробки шкіри та металу. Привертають увагу головні убори, а також традиційні жіночі прикраси: дукачі, коралі, венеціанське намисто, вироби з бісеру.

### Килимарство
Широко представлено в експозиції музею килимарство України. Вражає функціональність та декоративне оздоблення експонатів. Традиції народного килимарства XVIII — XIX століть знаходять продовження у творах майстрів і професійних художників XX — XXI століття.

### Художня обробка дерева
У залі представлено широку географію виробів із дерева, які виявляють невичерпну фантазію українських народних майстрів. Презентуються музичні інструменти, декоративні та ужиткові речі, які використовувалися українцями у побуті щоденно чи на свята, а також козацькі люльки та порохівниці XVIII століття.
В експозиції залу знаходиться напрестольний дерев'яний хрест Ларіона Іваницького у срібній оправі 1576 року, який на сьогодні є найбільш раннім з усіх досі відомих українських різьблених хрестів і найбільш ранньою датованою пам'яткою в колекції музею.

### Творчість К.В.Білокур
Затишний світлий зал (галерею Благовіщенської церкви) присвячено творчості народної художниці України Катерини Білокур. Ім'я цієї видатної української художниці, назавжди вписане в історію не лише українського, але й світового мистецтва. Представлені роботи охоплюють всі періоди творчості художниці.

### Декоративний розпис
Значним художнім явищем народного мистецтва України є декоративний розпис, який представлено роботами таких майстрів, як Євмен Пшеченко, Василь Довгошия, Ганна Собачко-Шостак, Параска Власенко, Марфа Тимченко. Безмежна кількість імпровізацій рослинного орнаменту постають на роботах майстрів петриківського розпису.